# John Goodman
Jonathan Stephen "John" Goodman (sinh ngày 20 tháng 6 năm 1952) là một diễn viên người Mỹ. Ngay từ khi mới bắt đầu sự nghiệp, ông được biết đến nhiều nhất với vai Dan Conner trong phim truyền hình Roseanne (1988–1997; revived 2018-) của kênh ABC, với vai này ông giành Giải Quả cầu vàng cho diễn viên nam xuất sắc nhất năm 1993. Ông cũng là một cộng tác viên thường xuyên với anh em nhà Coen với các phim Raising Arizona (1987), Barton Fink (1991), The Big Lebowski (1998), O Brother, Where Art Thou? (2000), và Inside Llewyn Davis (2013). Goodman cũng lồng tiếng trong phim hoạt hình bao gồm vai Rex trong We're Back! A Dinosaur's Story, Pacha trong The Emperor's New Groove (2000), và Sulley trong Monsters, Inc. (2001), và Monsters University (2013).
Các diễn xuất khác của ông bao gồm vai chính trong The Babe (1992), The Flintstones (1994) và 10 Cloverfield Lane (2016) và vai phụ trong Coyote Ugly (2000), The Artist (2011), Extremely Loud and Incredibly Close (2011), Argo (2012), Flight (2012), The Hangover Part III (2013), và Patriots Day (2016). Trên truyền hình, ông có vai thường xuyên trong Alpha House của Amazon Studios và một vai trong mùa đầu của phim Treme và là một trong những người dẫn chương trình thường xuyên nhất của Saturday Night Live, cũng như vai trò khách mời trong các chương trình truyền hình như Community. John Heilpern của Vanity Fair đã gọi ông là "diễn viên thuộc loại tốt nhất của chúng ta"..